# Schloss Gien

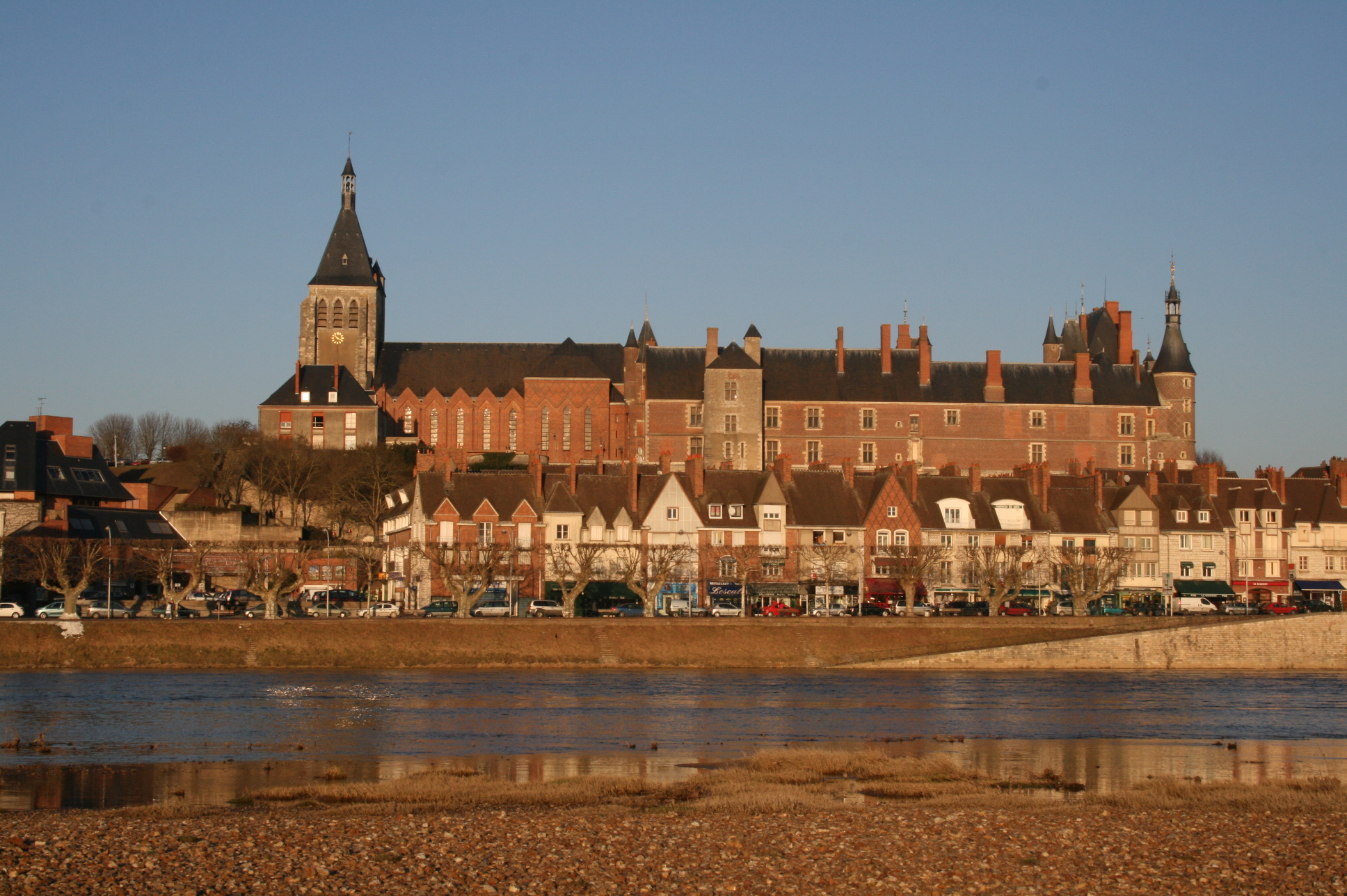
Das Schloss Gien überragt die Stadt am rechten Ufer der Loire. Im Hintergrund die Kirche Ste-Jeanne d’Arc

Das Schloss Gien ist eine französische Schlossanlage in Gien im Département Loiret, Region Centre-Val de Loire. Als eines der ersten Schlösser der Loire aus einem Jagdschloss hervorgegangen, steht es auf einem Felsrücken am rechten Ufer der Loire und dominiert das Bild der Stadt, die schon im Mittelalter ein beliebtes Jagdrevier am Rand der wildreichen Sologne war.
Die Anlage steht seit 1840 als Monument historique unter Denkmalschutz. Sie gilt unter Architekturhistorikern neben dem Schloss Amboise als eines der besten Beispiele für die französische Renaissance an der Loire, das noch keinen italienischen Einfluss aufweist.

## Beschreibung

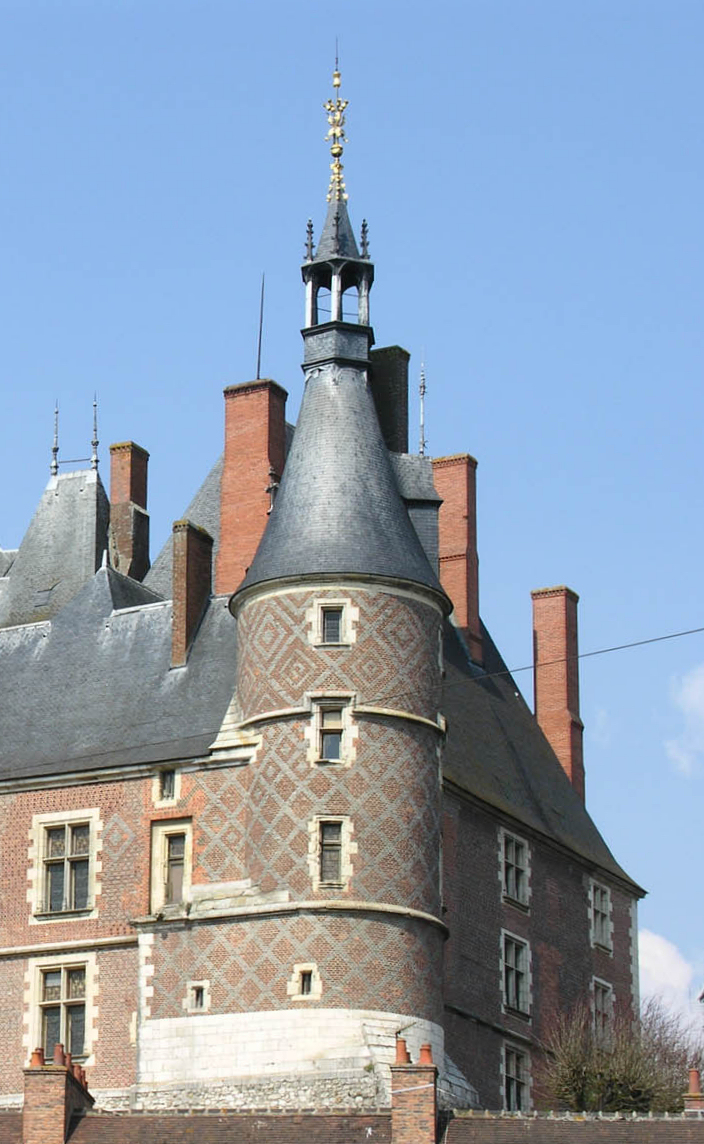
Der südliche Eckturm mit seinem rautenförmigen Muster im Mauerwerk

Der Schlossbau besteht aus einem langgestrecktes zweigeschossigen Südflügel und einem kurzen, dreigeschossigen Ostflügel, deren Winkelpunkt im Schlosshof durch einen Rundturm besonders betont wird. Die Architektur ist trotz ihrer zurückhaltenden Formen ein Beispiel der Flamboyantgotik: Typisch ist am polygonalen Treppenturm der Kielbogen des kleinen Portals. Typisch (spät-)gotisch ist auch, dass die Stürze der zahlreichen Kreuzstockfenster noch nicht durch Attiken betont sind. Die Korbbögen des großen Saals haben an den Scheiteln sogar eine etwas stärkere Krümmung, ein Hauch von Spitzbogigkeit. Im  Renaissancestil hätte man die Scheitel optisch durch einen keilförmigen Schlussstein belastet. Tatsächlich gibt es im Außenbau, abgesehen von durch die ganze Gotik hindurch verwendeten Formen, kein einziges Antike-Zitat, also keine Re-Naissance – d. h. Wiedergeburt. Auch die in der Renaissancearchitektur neu entwickelten Voluten fehlen. Durch die sparsam gestalteten Gesimse gibt es statt der typisch gotischen Betonung der Senkrechten eine Betonung der Waagerechten, aber das hat schon die 1350 errichtete Straßenfassade des Lübecker Rathauses.
Auf der zur Loire gelegenen Außenseite ist dem Schloss ein viereckiger Turm mit flachem Pyramidendach – der vom Ende des 12. oder Anfang des 13. Jahrhunderts stammende Südturm, auch Turm Karls des Großen (französisch Tour Charlemagne genannt) – vorgesetzt sowie eine Terrasse vorgelagert. Diese wurde nach mittelalterlichen Plänen rekonstruiert und ist über mehrere Treppen mit dem Stadtzentrum Giens verbunden. Der Gebäudekomplex besitzt mit Schieferschindeln gedeckte Dächer. Nordwestlich des Schlossgebäudes steht auf demselben Felsplateau die ehemalige Stiftskirche Sainte-Jeanne-d’Arc, die von Anne de Beaujeu im 15. Jahrhundert gegründet wurde.
Im Vergleich zu anderen Jagdschlössern und anderen Schlössern der Loire nimmt sich die Architektur des Schlosses Gien eher bescheiden aus. Einziger augenfälliger Schmuck sind die Fenster- und Türrahmungen aus hellen Werksteinquadern sowie die hofseitigen, aus schwarz glasierten Ziegeln in den sonst roten Backsteinmauern eingelassenen geometrischen Muster, die einzigartig in Frankreich sind. Sie besitzen zum Beispiel die Form eines Dreiecks, eines Schachbretts oder eines sechszackigen Sterns, der möglicherweise einen Bezug zu Freimaurertraditionen aufweist. Auch der runde Turm an der Südecke des Schlosses weist eine durch verschieden gefärbte Backsteine bedingte Musterung in Rautenform auf. Er wird von einem Kegelhelm mit bekrönender Laterne abgeschlossen.
Durch mehrere Umgestaltungen im Inneren ist im Schloss Gien nur noch wenig der originalen Innenausstattung erhalten geblieben. Besonders bemerkenswert ist darunter ein großer Saal im Südflügel mit einem eindrucksvollen Gebälk aus Kastanienholz.

## Geschichte

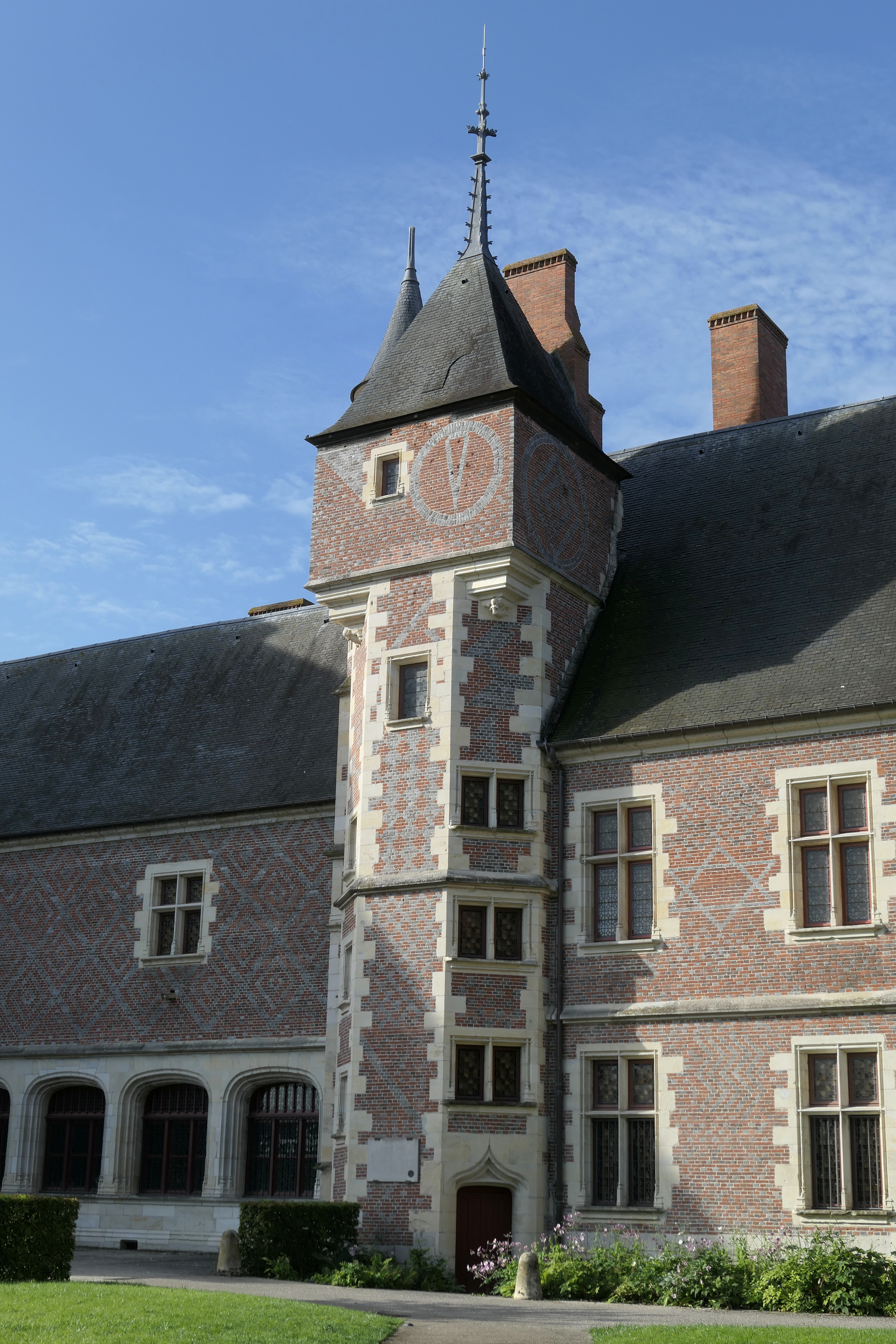
Turmportal mit Kielbogen, verglaste Arkade mit Korbgbögen, Kreuzstockfenster noch ohne Attiken

Das Schloss Gien war Mittelpunkt der gleichnamigen Grafschaft und wurde auf den Grundmauern einer älteren Jagdresidenz errichtet, die aus der Zeit Karls des Großen stammte. Nachdem Anne de Beaujeu die Grafschaft Gien 1481 nach ihrer Hochzeit mit Pierre II. de Bourbon, seigneur de Beaujeu, von ihrem Vater Ludwig XI. erhalten hatte, ließ sie die damalige, durch Johann Ohnefurcht errichtete Burg von 1494 bis 1500 durch einen Neubau ersetzen, der dadurch notwendig geworden war, dass die Anlage 1378 im Hundertjährigen Krieg von Truppen Robert Knolles’ stark in Mitleidenschaft gezogen worden war.
Die Anlage blieb nach Annes Tod vorerst im Besitz des Hauses Bourbon, bis Franz I. sämtliche Güter des Connetables Charles III. de Bourbon-Montpensier aufgrund dessen Verrats an der Krone im Jahr 1523 beschlagnahmte. Gien und sein Schloss wurden der Krondomäne zugeschlagen. In der Folgezeit beherbergte das Gebäude viele wichtige Persönlichkeiten der französischen Geschichte, darunter die Könige Heinrich II., Karl IX. und Heinrich III. sowie Katharina von Medici. Ende März 1652 suchte dort die Regentin Anna von Österreich gemeinsam mit ihren noch minderjährigen Sohn Ludwig XIV. und ihrem Minister Kardinal Jules Mazarin Zuflucht vor der Fronde. Der Hof verließ das Schloss erst wieder, nachdem die königlichen Truppen am 6. April des gleichen Jahres in der Schlacht von Bléneau den Sieg gegen die Aufständischen davongetragen hatte und zog weiter nach Saint-Germain-en-Laye.
Im Zuge der Französischen Revolution wurde die Grafschaft Gien aufgelöst und die Schlossanlage 1823 Eigentum des Départements Loiret. Während des Ersten Empires diente der Gebäudekomplex als Sitz der Unterpräfektur, des Gerichts und zugleich auch als Gefängnis. Im Jahr 1869 wurde er während des Zweiten Empires einer Restaurierung unterzogen.
Am 11. Juni 1940 wurde Gien während des Zweiten Weltkriegs bei einem Angriff von deutschen Truppen stark zerstört. 80 Prozent der Stadt fielen den Kriegshandlungen zum Opfer, nur das Schloss überstand das Bombardement nahezu unversehrt.

## Heutige Nutzung als Museum

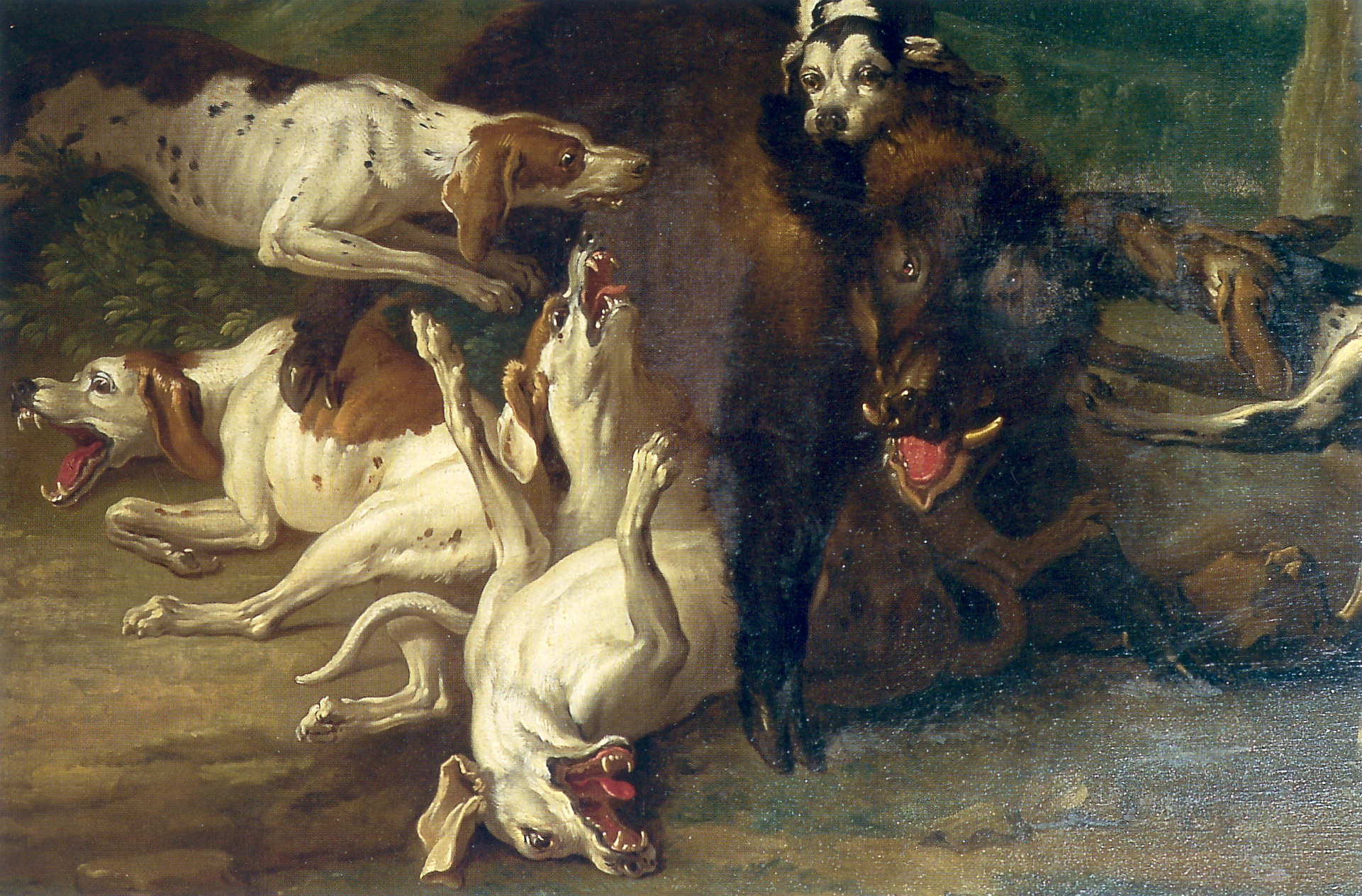
Das Gemälde Wildschweinjagd von Jean-Baptiste Oudry ist im Museum zu sehen

Seit 1952 beherbergt das Schloss das größte Jagdmuseum Frankreichs, das von Pierre-Louis Duchartre gegründete Musée International de la Chasse. In 15 Räumen präsentiert es über 3000 Exponate zu allen Jagdarten, die in Frankreich üblich waren und sind – darunter Beiz-, Treib-, Pirsch- und Schießjagd –, sowie zu deren Geschichte und Entwicklung. Zu den Ausstellungsstücken zählen dabei eine umfangreiche Sammlung von Jagdwaffen, in der unter anderem eine Armbrust aus dem 15. Jahrhundert sowie Arkebusen aus dem 16. Jahrhundert zu sehen sind. Außerdem sind dort Tapisserien nach Vorlagen von Laurent Guyot, Stiche, Lithografien und Fayencen ausgestellt, die sich mit dem Thema Jagd befassen.
Im großen Saal des Südflügels sind rund 80 früher im Schloss Compiègne aufbewahrte Skizzen und Gemälde François Desportes’, dem Hofmaler Ludwigs XIV., und Werke seines Nachfolgers Jean-Baptiste Oudry ausgestellt. Hinzu kommt die 500 Jagdtrophäen umfassende Sammlung Claude Hettier de Boislamberts im Salle Daghilhon-Pujol und eine einzigartige Kollektion von Knöpfen mit Jagdmotiven.